# Mariene ecoregio Delagoa
De Mariene ecoregio Delagoa (102) (Engels: Delagoa marine ecoregion) is een biogeografische regio en ligt in het westen van de Indische Oceaan in de Mariene provincie Westelijke Indische Oceaan (20) in het Marien rijk Westelijke Indo-Pacific. De mariene ecoregio is vastgesteld door het World Wide Fund for Nature en The Nature Conservancy en is vernoemd naar de Maputobaai.
In het noorden grenst het gebied aan de mariene ecoregio Sofalabaai/Moeraskust (101) en in het zuidwesten aan de mariene ecoregio Natal (193).

## Geografie
De mariene ecoregio ligt in het westen van de Indische Oceaan voor de zuidoostelijke kust van Mozambique en een stuk van de oostkust van Zuid-Afrika. Het gebied strekt zich uit van ten zuiden van de monding van de Buzene tot aan de plaats DukuDuku en omvat onder andere de wateren rond de Bazaruto-archipel, baai van Inhambane en de Maputobaai.
Door het gebied stroomt de Mozambiquestroom.

## Biogeografie
Het gebied kent zeeleven dat houdt van tropische temperaturen.